# Мери Витон Калкинс
 Мери Витон Калкинс  (енгл. Mary Whiton Calkins); Хартфорд, 30. март 1863 — Њутон (Масачусетс), САД, 26. фебруар 1930,  је била америчка филозофкиња и психолог, чији је рад допринео теорији и истраживању памћења и снова. Она је била прва жена која је постала председница Америчког удружења психолога (енгл. American Psychological Association) и Америчког филозофског удружења (енгл. American Philosophical Association). Предавала је дуги низ година на Велсли колеџу (енгл. Wellesley College) као психолог где је водила истраживања о сновима и памћењу.

## Биографија
Мери Витон Калкинс је рођена 30. марта 1863. године у Хартфорду, Конектикат, као најстарија од осморо деце. Њени родитељи су били Волкот Калкинс и Шарлот Витон Калкинс. Породица се 1880. године преселила из Њујорка у Њутон (Масачусетс),  где је њен отац, презбитеријански свештеник, добио нови посао а Мери започела школовање. Она је била веома блиска са својом породицом и остала је да живи у Њутону до краја живота. Отац је имао веома активну улогу у планирању и надгледању образовања своје деце тако да је она одмах после завршетка средње школе примљена на факултет. Уписала је Смит колеџ (енгл. Smith College) 1882. године као студент друге године, где је студирала годину дана. Након смрти њене сестре 1883. године, узела је једну годину паузе на факултету и учила сама. У том периоду док није студирала, ишла је на приватне часове грчког језика а  посветила се и подучавању своје браће. На Смит колеџ вратила се 1884. где је и дипломирала класичне науке и филозофију. По дипломирању, Мери и њена породица кренули су на осамнаестомесечно путовање у Европу. Како је студирала класичне науке, искористила је прилику и провела неколико месеци путујући и проучавајући модерни грчки као и грчке класике. Када се вратила у Масачусетс примљена је на женски Колеџ Велсли, за посао предавача на грчком одељењу. Професор на одсеку за филозофију приметио је квалитет њених предавања и понудио јој да предаје психологију, што је било ново у наставном плану и програму филозофског одељења. Мери је прихватила понуду под условом да претходно студира психологију годину дана. Иако су жене тада већ имале више образовних могућности да похађају и предају на факултетима, она се и даље суочавала са сексизмом и није имала много опција за стицање дипломе из психологије. Како је била заинтересована за студије у лабораторијским условима, a такву спецификацију тада су имали само Универзитет Кларк (енгл. Clark University) и Универзитет Харвард, одлучила се за Харвард. У то време Универзитет Харвард није дозвољавао женама да студирају, али јој је омогућио да присуствује предавањима након што су њен отац и председник Велсли колеџа послали писма у којима су тражили њен пријем. Мери је изабрала да похађа предавања на Харвард Анекс (енгл. Harvard Annex), данашњем Радклиф колеџу (енгл. Radcliffe College), на катедри код професора Џозаје Роја (енгл. Josiah Royce). Рој је утицао да изабере за предавача професора Вилијама Џејмса (енгл. William James). Предавања је требало да похађа заједно са мушкарцима, њеним вршњацима. Међутим, председник Харварда супротставио се идеји да жена учи у истој просторији са мушкарацима, али после притиска професора Џејмса и Роја и молбе њеног оца, дозвољено је да присуствује настави, уз услов да буде гошћа а не регистрована ученица. Калкинс је почела озбиљно проучавање психологије 1890. године (под надзором професора Вилијама Џејмса), убрзо након штампања његовог веома реномираног уџбеника Принципи психологије (енгл. The Principles of Psychology). Док је студирала код Џејмса, произвољно је изабрала асоцијације у психологији као своју тему, што је касније постало главни предмет интересовања у њеној каријери. После четрдесет година професорског рада на Велсли колеџу и одласка у пензију 1929. Мери Витон Калкинс је умрла 1930. године у Њутон (Масачусетс).

## Каријера
Након обуке код професора Вилијама Џејмса, Калкинс је радила заједно са Едмундом Санфордом (енгл. Edmund Sanford) са Универзитета Кларк (енгл. Clark University), који јој је касније помогао у организовању прве психолошке лабораторије коју су водиле жене на Велсли колеџу. Санфорд је обучавао Калкинс о експерименталним лабораторијским процедурама, као и у стварању бројних лабораторијских инструмената за њену психолошку лабораторију.  Док је радила са Санфордом, њој је било дозвољено да спроведе истраживачки пројекат који је укључивао проучавање и праћење садржаја њених и Санфордових снова, забележених током периода од седам недеља. Укупно је снимила је 205 својих снова, а Санфорд 170. Будили су се помоћу будилника у различитим ноћним сатима и бележили своје снове у тренутку буђења. Спавали су са нотесом за белешке поред кревета како би што брже могли да забележе снове. Сваког јутра проучавали су све записе без обзира да ли су им се чинили тривијалним или значајним. У оквиру пројекта разматран је и однос сна према свесном и разликовању појединаца и места у њиховим искуствима сна. Истраживања Мери Калкинс цитирао је и Зигмунд Фројд, када је стварао своју концепцију сна.  Она се 1891. године, вратила у Велсли колеџ као инструктор психологије на одсеку за филозофију и основала лабораторију за психологију. То је била прва лабораторија коју је основала жена и прва лабораторија која је основана на женском колеџу. Након оснивања лабораторије, брзо је стекла популарност код студената и њен први курс о „психологији са физиолошког становишта“ слушало је преко педесет студената. Међутим у пожару који је избио у лабораторији за физику изгорела је и њена лабораторију за психологију. Када је почела да прави планове за даље образовање и рад на пољу психологије, сугерисано јој је да није вероватно да ће примати жене, студенткиње, на високим школама као што су Универзитет Џонс Хопкинс (енгл. Johns Hopkins University) и Универзитет Кларк. Професор Санфорд је зато препоручио  сарадњу Хугом Минстербергом, из Фрајбургу у Немачкој, који је дошао да ради на Харварду. За три године колико је студирала код Минстерберга, објављено је неколико њених радова, укључујући истраживање које је спровела са Санфордом о сновима и њен први рад о асоцијацијама. Други рад са Минстербергом бавио се њиховом студијом снова. Минстерберг је обучавао у детаљима лабораторијских експеримената, задајући јој истраживачке проблеме засноване на записима које су њих двоје водили о својим сновима током неколико недеља. Закључак до којег су дошли био је да снови нису ништа друго до репродукције: „ .....особа, места и догађаја недавне чулне перцепције.“ Током периода између 1894. и 1896. године, Калкинс је проучавала памћење, што је довело до њеног проналаска методе данас познате као „техника упарене асоцијације” (енгл. paired-associates method). Иако се „техника упарене асоцијације” сматра једном од њених највећих доприноса психологији, она није придавала велики значај овом свом раду. Студија о упареним асоцијацијама представљала је њену докторску дисертацију која је објављена 1896. године, али Универзитет Харвард је одбио да одобри једногласну препоруку Одељења за филозофију и психологију и да Мери Калкинс додели докторску диплому. Она је испунила све потребне услове за докторат, укључујући полагање испита и завршетак дисертације, и сви њени професори са Харварда су је препоручили за диплому. Професор Вилијам Џејмс је описао њен наступ као: „најбриљантнији испит за докторат који смо имали на Харварду“. Ипак, искључиво због њеног пола, ускраћена јој је част додељивања дипломе. Председник Харварда Чарлс Вилијам Елиот (енгл. Charles William Eliot) је чврсто веровао да два пола треба да се образују одвојено, и поред тога што је дозволио да Мери присуствује предавањима заједно са студентима, мушкарцима, као гост, он и остатак одбора одбили су да јој дају диплому. Иако њој та квалификација никада није званично додељена, Мери Витон Калкинс је била прва жена која је завршила све курсеве, испите и истраживања потребне за докторску диплому. Радклиф колеџ је 1902. године одобрио докторске дипломе за Мери Калкинс и још три жене које су завршиле студије на Харварду, али их нису добиле због свог пола. Све три жене су прихватиле диплому, али Калкинс је одбила понуду, наводећи своје разлоге у писму упућено одбору Радклиф колеџа Са завршеним допунским образовањем, вратила се у Велсли колеџ 1895. године као ванредни професор психологије. Две године по повратку постала је професор психологије и филозофије што јој је омогућило да се врати својим предавањима о класицима и грчком језику али се наставио и њен експериментални рад. Један од њених доприноса психологији био је и њен систем самопсихологије. Почевши од 1900. године, Калкинс је почела да објављује серију радова у којима је описивала психологију као „науку о себи“, што је била претпоставка за развој њеног система самопсихологије, па је и основала своју школу самопсихологије. То је постало прилично непопуларно и контроверзно јер многи психолози нису сматрали да су релевантни појмови личност или душа. У то време, главне школе психологије биле су структурализам и функционализам, које су биле прилично конкурентне једна другој, што је доводило до тога да изјаве једне школе изазову снажно побијање друге. Самопсихологија је била под утицајем теорије Вилијема Џејмса са идејом вишеструког сопства (укључујући материјално сопство, друштвено сопство и духовно сопство), са посебним фокусом на теорији Џозаје Роја да људи себе дефинишу кроз међуљудску комуникацију. Њен први уџбеник, Увод у психологију (енгл. An Introduction to Psychology), објављен је 1901. године, док је своје филозофске ставове изразила у две публикације: Стални проблеми филозофије (енгл. The Persistent Problems of Philosophy), 1907. и Добар човек и добро(енгл. The Good Man and The Good), 1918. Провела је много времена радећи са системом самопсихологије, критички испитујући себе са филозофског и са психолошког становишта. Током својих дугогодишњих студија написала је много књига и чланака на тему самопсихологије. У годинама које је провела радећи на систему самопсихологије, била је веома непопуларна. Самопсихологија је била изложена критикама колега психолога тог доба. Џејмс Ејнџел (енгл. James Angell), оснивач функционализма, супротставио се њеном наводном занемаривању тела као дела сопства. Упркос оваквој нетачној тврдњи, Калкинс је у свом систему оставила доста простора телу, узимајући у обзир сензомоторне процесе и физиолошке феномене, али тело није сматрала суштинском „базном чињеницом“ психологије. Њено образложење зашто је самопсихологија толико непопуларна, било је да колеге психолози или научници нису добро схватили систем, при чему је конфузија настала око односа сопства са душом, о чему она говори у свом чланку Случај себе против душе (енгл. The Case of Self Against Soul) из 1917. године. У овом чланку, она објашњава да нашу душу треба сматрати самим животом. Она је користила теоријске аргументе да промовише свој систем, напомињући његову организациону улогу у психологији. Дефинисала је три основна концепта у самопсихологији као: субјект, објекат и однос између субјекта и објекта. Калкинс је разликовала самопсихологију од преовлађујућих школа атомизма, бихејвиоризма, гешталт-психологије и психофизичког персонализма, док је и даље сматрала да би самопсихологија могла да инкорпорира централне принципе које заступају све ове школе. Сматрала је да је њена самопсихологија облик интроспекционистичке психологије, која укључује испитивање сопственог менталног искуства. Веровала је да навођење некога да размишља интроспективно може помоћи у више аспеката његовог живота, укључујући религију, морал и разне друге аспекте ума о којима се иначе не би размишљало. Интроспекционистичка психологија се састојала од две школе: имперсоналистичке, која је порицала „ја“ у својој дефиницији психологије, и персоналистичке, која је психологију дефинисала као проучавање свести, функционисања, доживљавања себе. Њено уверење је било да је лабораторија неопходна за адекватну наставу из психологије. Калкинс је тврдила да се самопсихологија може експериментално истражити, али се није лично укључила у лабораторијске експерименте који се односе на самопсихологију. Она је желела да њена школа самопсихологије буде теорија на којој би функционалисти и структуралисти могли да нађу заједнички језик. Наставила је да расправља о самопсихологији током читаве своје каријере, помињући је и касније у неким од својих књига. Поред свог доприноса на пољу психологије, Калкинс је била страствени присталица женских права, веома активна у борби за право гласа жена на изборима. Била је пацифиста и члан Америчке уније за грађанске слободе (енгл. American Civil Liberties Union). Док је радила у Велслију у време Првог светског рата, њен колега је отпуштен због пацифистичких ставова, па је понудила оставку, наводећи да има исте ставове као и њена колега који је отпуштена, али њену оставку нису прихватили ни председник ни одбор Велсли колеџа. Мери Витон Калкинс је радила као професор на Велсли колеџу четрдесет година све док се није пензионисала 1929. године. Написала је четири књиге и преко стотину радова из области психологије и филозофије.

## Почасти и награде
Године 1903. Калкинс је била изабрана на дванаесто место на листи од педесет прворангираних психолога, након што је професор психологије на Универзитету Пенсилваније у Филаделфији (енгл. University of Pennsylvania in Philadelphia), први професор психологије у САД, Џејмс Мекин Кетел (енгл. James McKeen Cattell), замолио десет угледних психолога да рангирају своје америчке колеге по заслугама. Године 1905. изабрана је за председницу Америчког психолошког удружења и Америчког филозофског удружења 1918. године. Била је прва жена која је имала функцију у оба друштва. Добила је титулу почасног доктора књижевности (енгл. Doctor of Letters) 1909. на Универзитету Колумбија (енгл. University of Columbia) и доктора права 1910. на Смит колеџу (енгл. Smith College). Такође је била прва жена изабрана за почасно чланство у Британској асоцијацији психолога (енгл. British Psychological Association).

## Изабрана дела
- 1888: Sharing the Profits, Ginn & Company.
- 1896: Association: An Essay Analytic and Experimental, Macmillan
- 1901: An Introduction to Psychology, The Macmillan Company.
- 1907: The Persistent Problems of Philosophy: An Introduction to Metaphysics Through the Study of Modern Systems, The Macmillan Company.
- 1909: A First Book in Psychology, The Macmillan Company
- 1918: The Good Man and the Good, The Macmillan Company